# Радио Люксембург
«Ра́дио Люксембу́рг» (англ. Radio Luxembourg) — англоязычная коммерческая радиостанция, которая вещала из Люксембурга на Британские острова (Великобританию и Ирландию) с 1933 по 1992 годы. Принадлежала медиаконгломерату RTL Group. Принималась в большой части Европы и в 1950—1970 годы благодаря своим музыкальным программам была очень популярна, сыграв большую роль в популяризации рок-н-ролла.

## История
Радиостанция была запущена в 1933 году. Англоязычное вещание на Британию из Люксембурга стало возможным благодаря самому мощному в то время в Европе передатчику. Много лет в Великобритании она оставалась единственной коммерческой музыкальной радиостанцией. Поскольку, в отличие от консервативной Би-би-си, она играла ту музыку, которую люди действительно хотели слушать, многие предпочитали именно её. Британское правительство считало такое вторжение в свои радиоволны недопустимым (тем более что «Радио Люксембург» отнимало у Би-би-си слушателей и рекламодателей) и пыталась много раз закрыть её, используя дипломатические рычаги. Поэтому десятилетиями в стране программы передач Радио Люксембург не печатались.
В 1951 году радиостанция переключилась с длинных волн на средние, на легендарную частоту 208 м (ту-оу-эйт). Качество сигнала упало, но аудитория возросла и стала неуклонно расти. Станция стала тем, и причём единственным, местом, где могли попробовать себя молодые начинающие диджеи. Там начинали свою карьеру многие в будущем звёзды Би-би-си.
В 1950-е года «Радио Люксембург» вместе с American Forces Network (телерадиовещательное подразделение вооружённых сил США) были в Европе единственными радиостанциями, где можно было слушать рок-н-ролл. На Би-би-си в то время из-за временных ограничений на трансляцию музыки в записи и из-за презрения чиновников к этому жанру как чисто коммерческому рок-н-ролл в значительной мере игнорировали. Уже только в начале 1960-х годов в Британии появились свои радиостанции, обращённые к молодой аудитории — сначала пиратские, как Radio Caroline и Radio London, а в 1967 году подключилась и Би-би-си, запустив радиостанцию поп-музыки Radio One.
В 1980-е годы аудитория у «Радио Люксембург» сократилась, радиостанция стала приносить убытки и в 1992 году закрылась.